# Ritoók János
Ritoók János anyakönyvi nevén Miess Günther Johann (Brassó, 1935. június 22. – Kolozsvár, 1981. május 21.) romániai magyar költő, műfordító, irodalomtörténész, szerkesztő.

## Életútja
Előbb szülővárosában német elemi iskolába járt, majd édesapjának 1945-ben a Szovjetunióba történt deportálása után édesanyjával Nagyváradra költözött, ahol magyar iskolában folytatta tanulmányait. Az 1940-es évek végén visszatértek Brassóba, ahol a Magyar Vegyes Líceum esti tagozatán érettségizett (1954). A Bolyai Tudományegyetem bölcsészkarán, magyar irodalom szakon kezdte tanulmányait, amelyeket azonban 1957-60 között meg kellett szakítania (műszaki fordító volt a brassói traktorgyárban), így csak 1963-ban, a már egyesített Babeș-Bolyai Egyetemen szerzett magyartanári oklevelet. Előbb egy fél évet Kökösön tanított, majd a Brassói Lapok (akkori címén: Új Idő) irodalmi rovatvezetője. 1971-től Kolozsváron a Korunk szerkesztőségi főtitkára. 
Származása – de személyi adottságai is – az erdélyi hármas kultúra hídemberének szerepére predesztinálták, s ő ennek a szerepnek mindvégig maradéktalanul meg is felelt. Már első önálló kötetét is – a Téka-sorozatban megjelent Goethe-válogatást – a német irodalom magyar nyelvű népszerűsítésének szentelte. Később sok kortárs romániai német költő versét fordította magyarra, Franz Hodjaktól Joachim Wittstockig, de mai román költőket is ugyanolyan hitelesen tolmácsolt magyarul, Nina Cassiantól Eugen Jebeleanun, Veronica Porumbacun át Nichita Stănescuig. Legkiemelkedőbb műve mégis az a sok évi megfeszített munkával összeállított kötet (Kettős tükör. A magyar-szász együttélés múltjából és a két világháború közötti irodalmi kapcsolatok történetéből. 1979), amely Szász János szerint „már-már fájdalmas hiányt pótol, valóságos űrt tölt föl eszméltető tartalommal” (Korunk 1980/6). Noha saját verseivel is tisztes helyet vívott ki magának a romániai magyar irodalomban, kétségtelen, hogy a hazai német líra tolmácsolójaként szerzett igazán elévülhetetlen érdemeket.